# The L Word
The L Word (parfois abrégé L Word) ou Elles (au Québec) est une série télévisée américaine en 70 épisodes de 52 minutes créée par Ilene Chaiken et diffusée entre le 18 janvier 2004 et le 8 mars 2009 sur Showtime. La série décrit la vie et les amours d'un groupe de femmes lesbiennes ou bisexuelles, et de personnes transgenres et de leur entourage dans le quartier de West Hollywood, de Los Angeles.
Une suite, The L Word: Generation Q (prévue par Marja-Lewis Ryan), est sortie en automne 2019,,,.

## Intrigue

### Titre
Dans la langue familière en anglais (surtout aux États-Unis), certains mots plus ou moins tabous sont mentionnés par leur première lettre. Par exemple, on parle du « F word » (« le mot en F ») pour dire « fuck », entre autres. Quant au « L word », c'est une manière de dire « love » ou « lesbian ». Dans le cas présent, « The L Word » représente ces deux idées : amour et homosexualité féminine.[réf. nécessaire]
L'utilisation contemporaine de la formule « the L word » pour « lesbian » remonte au moins à la pièce de 1981 My Blue Heaven par Jane Chambers, dans laquelle un personnage bégaie « You're really...?  The L-word?  Lord God, I never met one before. »
Plus anciennement, « the L word » comme langage codé peut être trouvée dans une lettre de Daphné du Maurier à Ellen Doubleday: « By God and by Christ, if anyone should call that love by that unattractive word that begins with 'L', I'd tear their guts out. »
Jouant sur le titre de la série, chaque épisode a un titre commençant par la lettre « L ».
Le nom de code original pour le projet de la série était "Earthlings", un terme d'argot rarement utilisé pour les lesbiennes. Le Planet, le nom de l'endroit favori du groupe, pourrait être un jeu de mots sur le titre original.[réf. nécessaire]

### Synopsis

#### Première saison (2004)
Fraîchement diplômée de l'université de Chicago, Jenny Schecter s'installe chez son petit ami Tim Haspel, à West Hollywood où elle espère réussir dans l'écriture. Rapidement, elle fait la connaissance de ses voisines Bette Porter et Tina Kennard, un couple de lesbiennes dans leur septième année de relation qui essaie d'avoir des enfants. Une rencontre inattendue qui lui ouvre la porte vers un monde qui lui était jusqu'alors inconnu : celui de la communauté lesbienne. Elle rencontre ainsi Marina Ferrer, propriétaire du café local The Planet, Shane McCutcheon, une coiffeuse androgyne avec une vie sexuelle intense, Alice Pieszecki, une journaliste bisexuelle qui maintient La Charte, Dana Fairbanks, une joueuse de tennis professionnelle dans le placard et Kit Porter, la demi-sœur hétérosexuelle de Bette.
Les intrigues principales de la première saison incluent la tentative de Bette et Tina d'avoir un enfant, qui se termine par une fausse couche et la fin de leur relation à cause de l'infidélité de Bette ; Jenny explorant sa sexualité et rompant avec Tim pour être avec Marina, qui elle-même met fin à cette nouvelle liaison quand une femme avec qui elle a une relation à distance, revient à Los Angeles ; la liaison de Shane avec la riche mondaine Cherie Jaffe ; et la relation de Dana avec la sous-chef Lara Perkins.

#### Deuxième saison (2005)
La seconde saison introduit Carmen de la Pica Morales, une DJ qui devient part d'un triangle amoureux avec Shane et Jenny, Helena Peabody, une riche patronne des arts qui devient rivale de Bette et intérêt amoureux de Tina et Mark Wayland, un réalisateur de documentaires qui emménage avec Shane et Jenny.
Les intrigues principale de cette saison incluent la grossesse de Tina après une nouvelle insémination, qui culmine avec la réconciliation de Bette et Tina à la fin de la saison ; l'acquisition du Planet par Kit après le départ de Marina de Los Angeles ; Shane et Jenny qui deviennent sans le savoir sujet du documentaire de Mark après qu'il a caché des caméras dans leur maison ; le développement d'une relation entre Alice et Dana ; et un aperçu du passé de Jenny en tant qu'enfant maltraitée.

#### Troisième saison (2006)
La troisième saison introduit Moira Sweeney, une butch issue de la classe ouvrière et Angus Partridge, un baby sitter qui devient l'amant de Kit.
Cette saison se passe six mois après la naissance d'Angelica, la fille de Tina et Bette. Moira prend le nom de Max après son coming out en tant qu'homme trans. Dana est diagnostiquée d'un cancer du sein dont elle meurt. Shane et Carmen se fiancent, mais Shane abandonne Carmen devant l'autel pendant la cérémonie du mariage. Helena devient amie du groupe de personnages principaux et acquiert un studio de cinéma, où elle se retrouve engluée dans une poursuite pour harcèlement sexuel, qui pousse sa mère à lui couper ses revenus.

#### Quatrième saison (2007)
Cette saison introduit Jodi Lerner, intérêt amoureux de Bette, Phyllis Kroll, qui est une lesbienne dans le placard et la nouvelle supérieure de Bette au California Art College, Tasha Williams, ancienne capitaine dans l'Army National Guard et intérêt amoureux d'Alice, et Papi, qui d'après La Charte a couché avec plus de femmes que Shane. Marina fait également son retour pour deux épisodes.
Lez Girls, un article écrit par Jenny pour The New Yorker, est adapté en film. Bette devient doyenne du California Art College. Tasha lutte pour réconcilier son service dans l'armée avec son orientation sexuelle sous la politique du Don't ask, don't tell.

#### Cinquième saison (2008)
Cette saison introduit Adele Channing, la nouvelle assistante personnelle de Jenny, Niki Stevens, une actrice lesbienne dans le placard qui joue le rôle principal dans Lez Girls et Dawn Denbo, qui ouvre un bar rival du Planet avec son amante.
Dans cette saison, Bette et Tina se remettent ensemble, Jenny est éjectée de la production de son film et Tasha est exclue de l'armée pour cause d'indignité.

#### Sixième saison (2009)
La saison six introduit Kelly Wentworth, la colocataire de Bette à l'université qui essaie d'ouvrir une galerie d'art avec elle, Jamie Chen, une travailleuse sociale qui entre dans un triangle amoureux avec Alice et Tasha, et Marybeth Duffy et Sean Holden, detectives au LAPD.
Cette saison est centrée sur le meurtre de Jenny. Les événements de la saison sont montrés comme un flashback amenant à la nuit du crime, chaque épisode tournant autour du mobile qui aurait pu mener chaque personnage à tuer Jenny. La série se conclut sans révéler l'identité du meurtrier de Jenny.
Peu après la fin de la sixième saison, Showtime a diffusé sept courtes vidéos dans lesquelles chaque personnage révèle des secrets passés au silence durant les six saisons de la série. Chaque vidéo montre l'interrogatoire d'un des personnages principaux (Bette, Tina, Alice, Max, Helena, Niki & Shane) par le sergent Marybeth Duffy l'inspecteur Sean Holden, enquêtant sur la mort de Jenny Schecter.
La chaîne a également diffusé une interview de la productrice de la série, Ilene Chaiken, qui s'est exprimée sur la mort de Jenny. Elle y affirme qu'Alice est accusée puis emprisonnée, bien qu'elle clame haut et fort son innocence.

### La Charte
La Charte (en anglais The Chart) est un graphe étiqueté non-orienté, dans lequel les nœuds représentent des personnes et les lignes des liaisons ou des plans cul, qui constitue un élément scénaristique récurrent dans la série. À l'origine, la série devait tourner autour d'une Kit Porter lesbienne, et la Charte devait être tatouée sur son dos. Quand elle a été transformée en personnage hétérosexuel, la Charte a été transformée en un objet physique, créé et maintenu par Alice Pieszecki.
Durant la saison 4, Alice lance The Chart en tant que site de réseautage social, qui est doublé par la création d'un site web réel, OurChart.com. Ce site, qui permet aux membres enregistrés de créer leur profil et héberge plusieurs blogs sur la série, existe de la saison 4 à la fin de la saison 6, après quoi il est transformé en redirection vers le site officiel de Showtime, puis le domaine finit par être cybersquatté.

Un extrait de La Charte. Le rose représente les personnages principaux, le violet et le vert les personnages secondaires qui apparaissent dans la série, et le gris les personnages dont il est simplement fait mention.

## Production

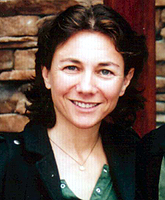
Ilene Chaiken avant 2007.

La série a été co-créée par Ilene Chaiken (Barb Wire, Le Prince de Bel-Air), Michele Abbot et Kathy Greenberg. Chaiken a été à la fois la créatrice principale, productrice exécutive, scénariste et réalisatrice de la série. Les autres producteurs exécutifs sont Steve Golin (Dans la peau de John Malkovich, Eternal Sunshine of the Spotless Mind) et Larry Kennar (Barbershop). Parmi les scénaristes de la série figurent, outre la créatrice Ilene Chaiken, Guinevere Turner (Go Fish, American Psycho), A. M. Homes, Rose Troche (Go Fish, Six Feet Under) et Lisa Cholodenko (High Art).
The L Word est tourné à Vancouver (Colombie-Britannique, Canada) dans les studios Coast Mountain Films Studios, anciennement Dufferin Gate Studios Vancouver et détenus à l'origine par Dufferin Gate Productions, une compagnie partenaire des Temple Street Productions, le producteur canadien de Queer as Folk. L'épisode pilote a été diffusé pour la première fois le 18 janvier 2004 et six saisons ont suivi, la sixième et dernière saison a été diffusée en 2009 sur la télévision américaine et canadienne.
L'action débute dans la banlieue branchée de Los Angeles, à West Hollywood.

## Diffusion
La série a été diffusée aux États-Unis à partir du 18 janvier 2004 sur Showtime.
Au Canada, la série a été diffusée sur Showcase. En France, la série a connu des diffusions sur plusieurs chaînes : les trois premières saisons sont passées sur Canal+ à partir du 19 juin 2005, Pink TV a rediffusé les deux premières saisons à partir du 4 juin 2006. En 2009, les trois premières saisons repassent sur Téva, ainsi que sur June. À partir du 20 janvier 2010, la saison 1 est rediffusée sur Virgin 17.
En Suisse depuis le 8 janvier 2006 sur TSR1, et au Québec depuis le 19 août 2005 sur ARTV.
À l'étranger :
- Royaume-Uni : sur Living TV
- Irlande : sur Channel 6
- Belgique : sur VijfTV en VOSTFR et Plug RTL en Belgique francophone
- Allemagne : sur Pro7
- Finlande : sur Subtv
- Corée du Sud : sur Catchon
- Australie : sur Network 7
- Philippines : sur 2nd Avenue
- Israël : sur yes+
- Lituanie : sur Tango TV

## Distribution

### Personnages principaux
- Leisha Hailey (VF : Nathalie Bleynie) : Alice Pieszecki
- Katherine Moennig (VF : Odile Schmitt) : Shane McCutcheon
- Jennifer Beals (VF : Danièle Douet) : Bette Porter
- Laurel Holloman (VF : Virginie Ledieu) : Tina Kennard
- Erin Daniels (VF : Laurence Dourlens) : Dana Fairbanks (2004-2006)
- Mia Kirshner (VF : Joëlle Guigui) : Jenny Schecter
- Pam Grier (VF : Maïk Darah) : Kit Porter
- Eric Mabius (VF : Damien Boisseau) : Tim Haspel (2004)
- Karina Lombard (VF : Clara Borras) : Marina Ferrer (2004)
- Sarah Shahi (VF : Julie Dumas) : Carmen de la Pica Morales (2005-2006)
- Rachel Shelley (VF : Stéphanie Lafforgue) : Helena Peabody (2005-2009)
- Eric Lively (VF : Axel Kiener) : Mark Wayland (2005)
- Daniel Sea (VF : Aurélie Nollet) : Moira/Max Sweeney (2006-2009)
- Marlee Matlin (VF : Sophie Baranes) : Jodi Lerner (2007-2009)
- Dallas Roberts (VF : Jérôme Berthoud) : Angus Partridge (2006-2007)
- Janina Gavankar (VF : Alexandra Garijo) : Eva « Papi » Torres (2007)
- Rose Rollins (VF : Géraldine Asselin) : Tasha Williams (2007-2009)
- Cybill Shepherd (VF : Annie Sinigalia) : Phyllis Kroll (2007-2009)
- Clementine Ford (VF : Agnès Manoury) : Molly Kroll
- Elizabeth Keener (VF : Nathalie Duverne) : Dawn Denbo
- Kate French (VF : Laura Blanc) : Niki Stevens
- Malaya Rivera-Drew (VF : Audrey Sablé) : Adele Channing
- Jon Wolfe Nelson (VF : Olivier Chauvel) : Tom Mater

Photos des actrices principales
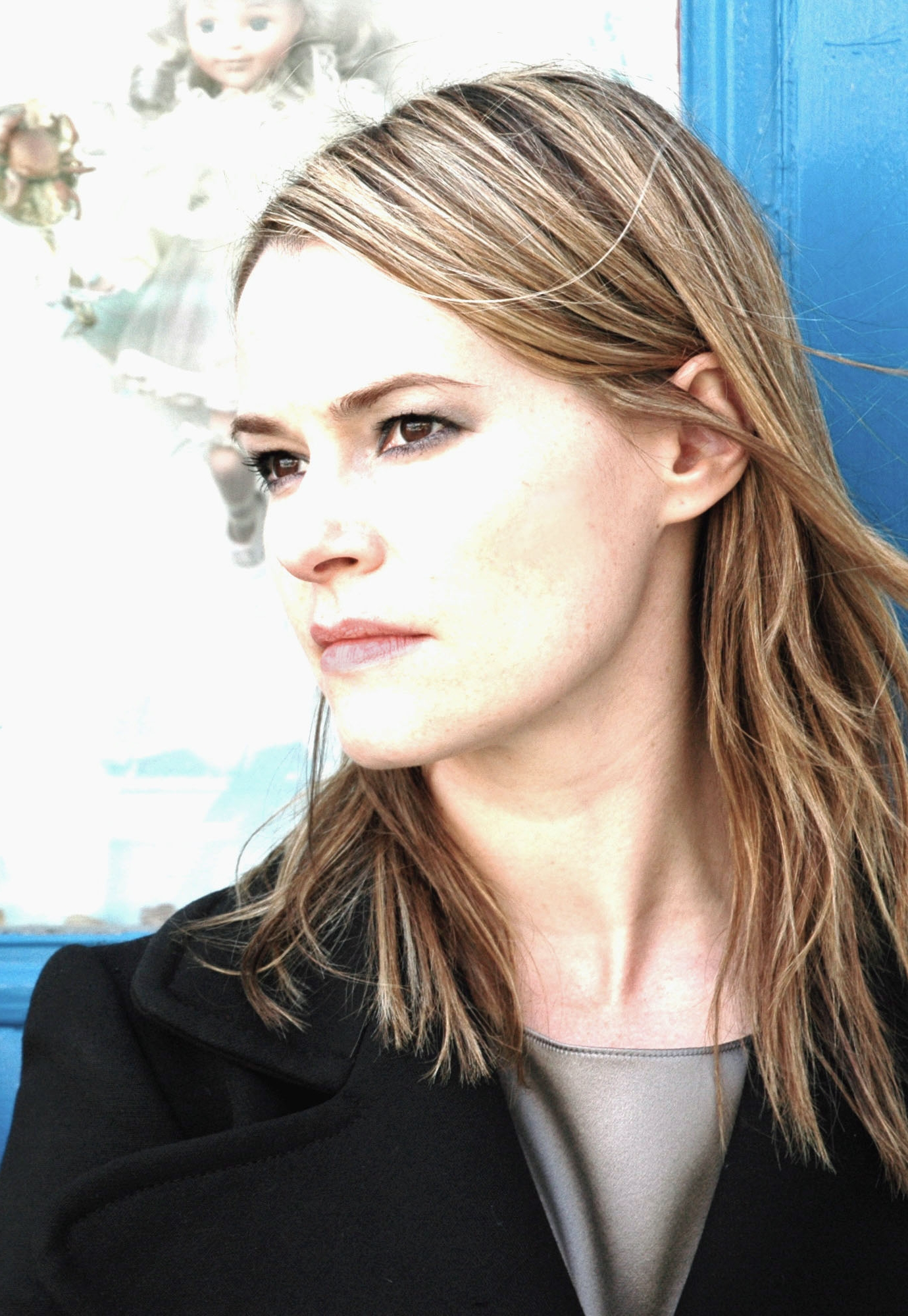
Leisha Hailey (Alice Pieszecki)
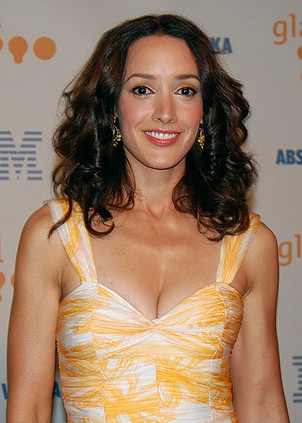
Jennifer Beals (Bette Porter)
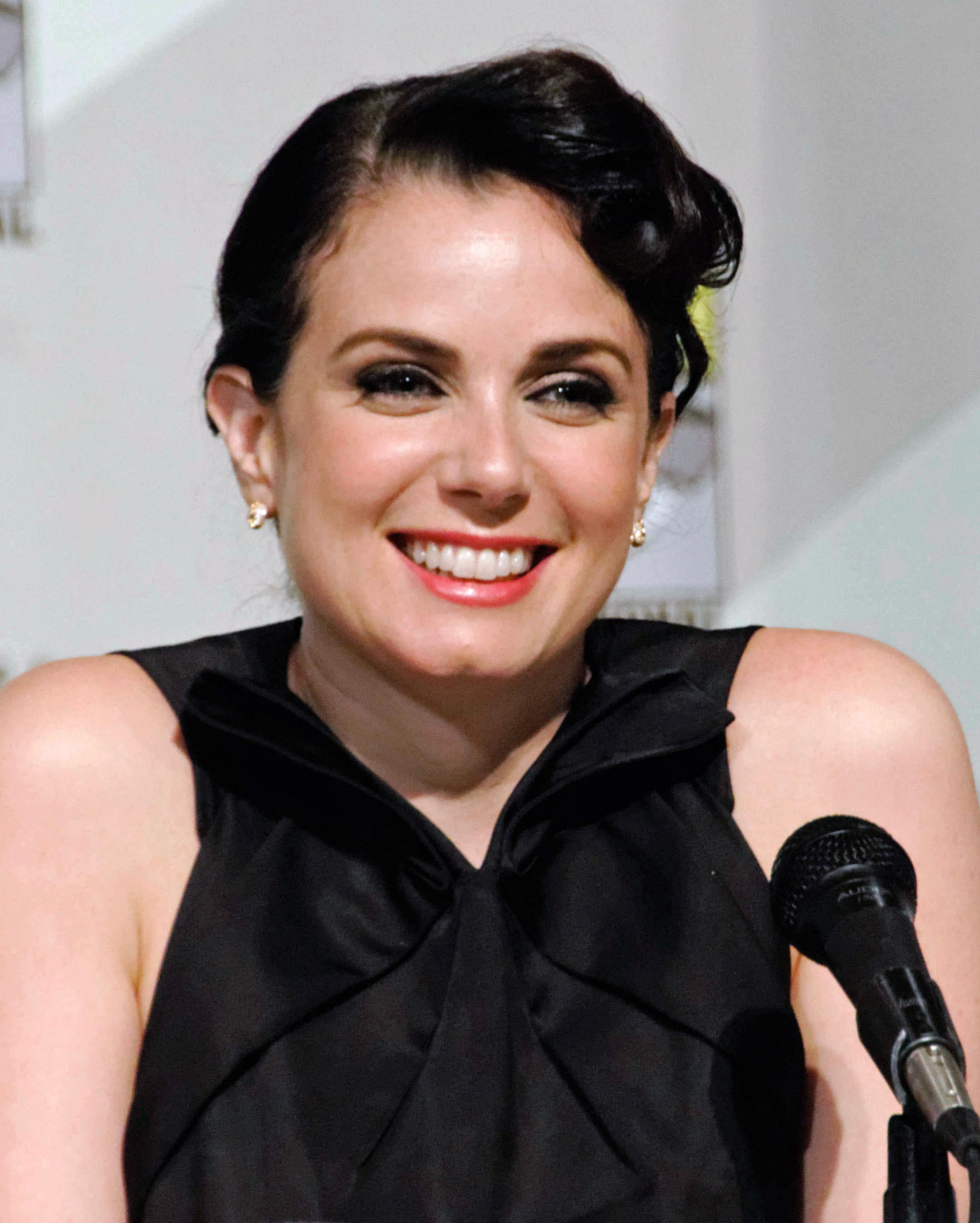
Mia Kirshner (Jenny Schecter)
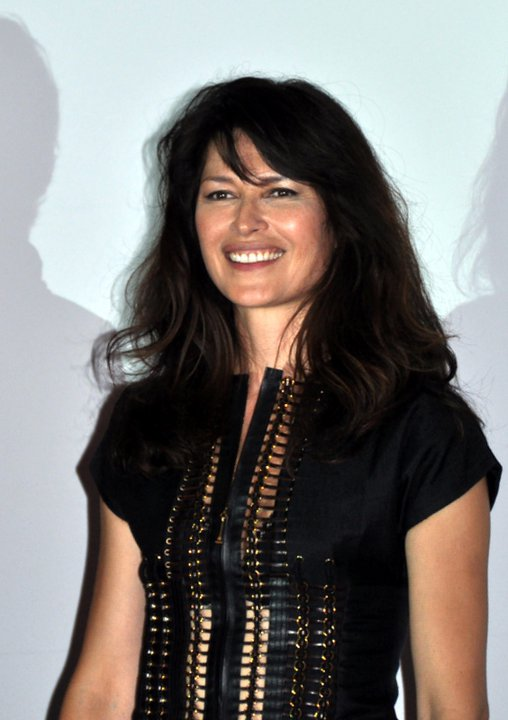
Karina Lombard (Marina Ferrer)
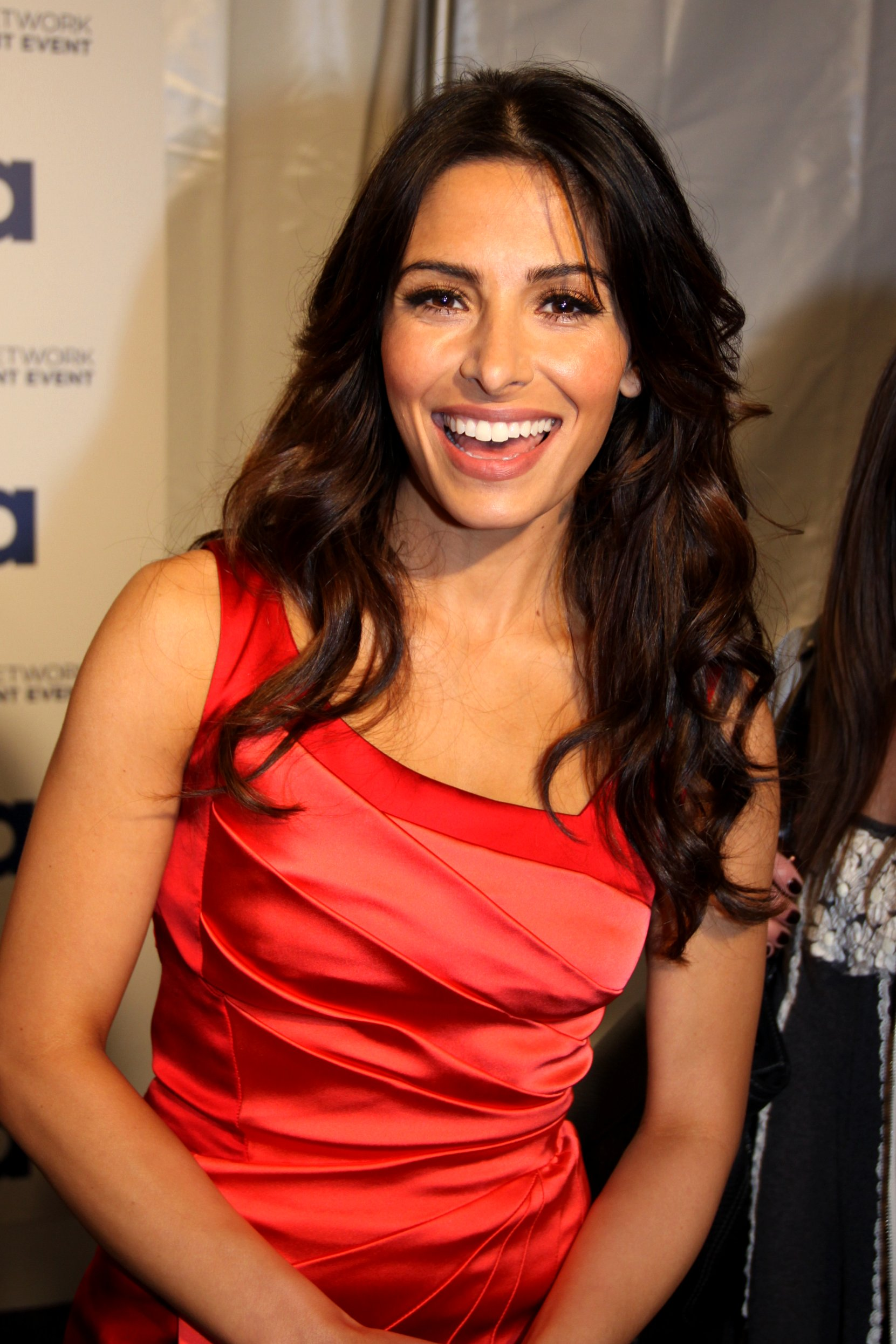
Sarah Shahi (Carmen de la Pica Morales)
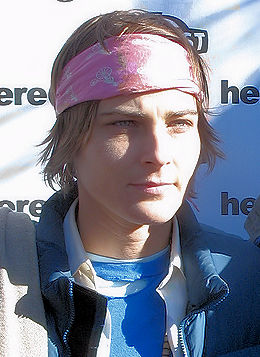
Daniela Sea (Moira/Max Sweeney)
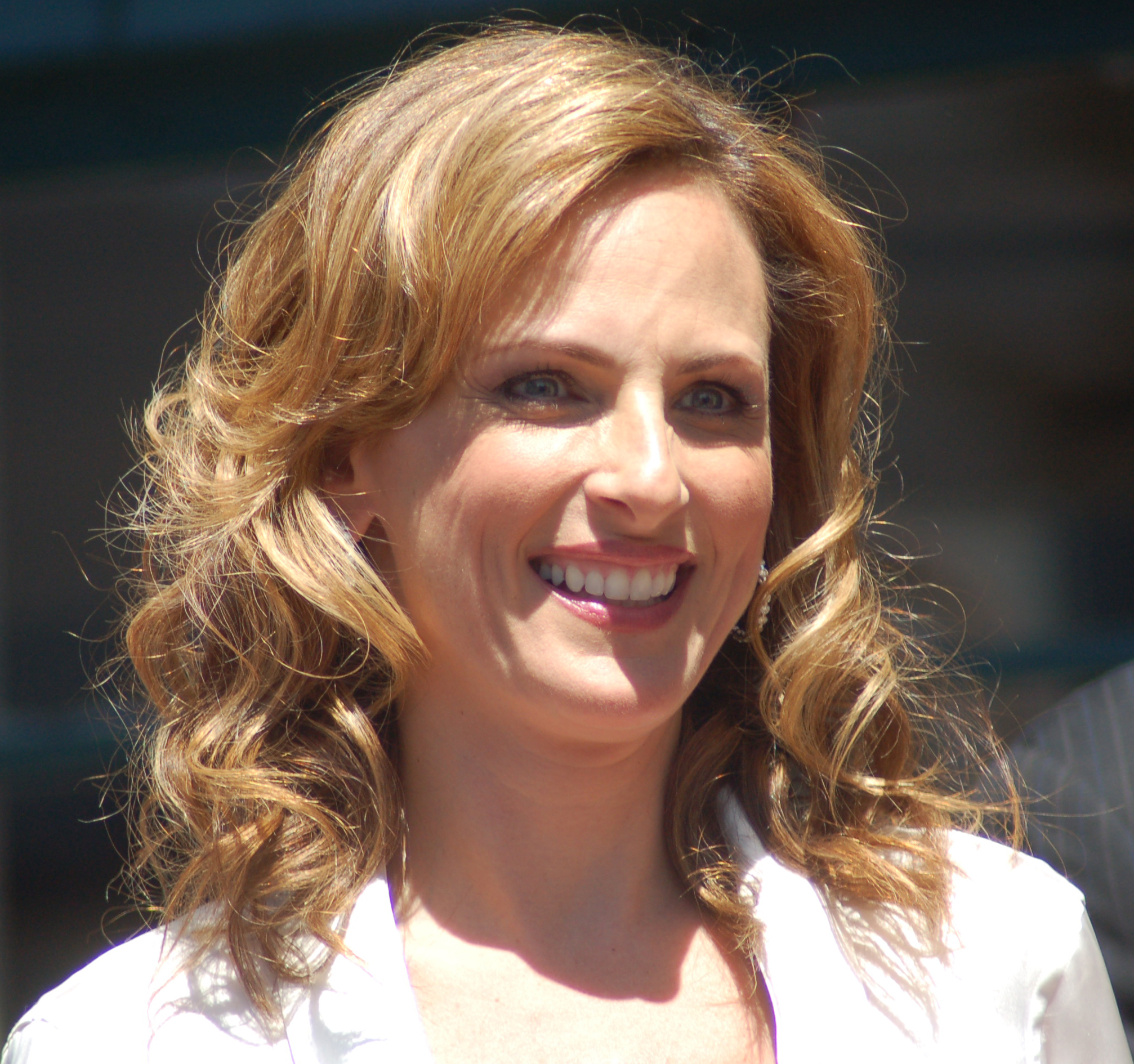
Marlee Matlin (Jodi Lerner)
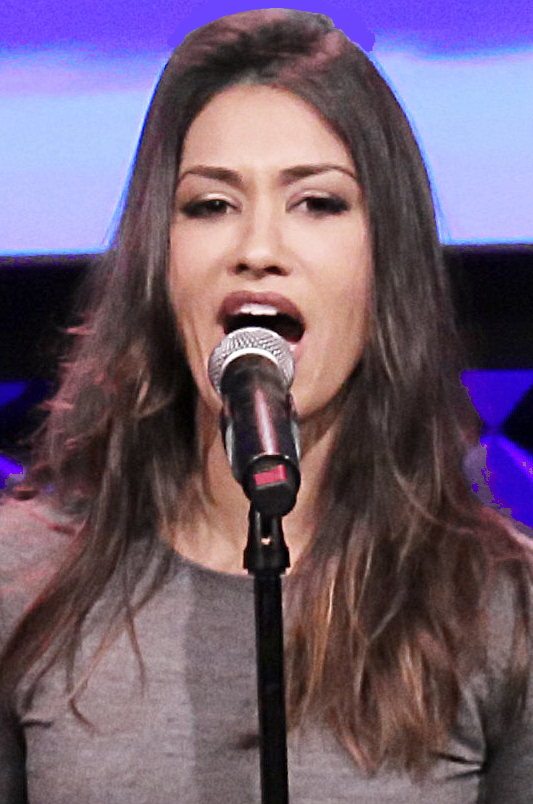
Janina Gavankar (Eva « Papi » Torres)
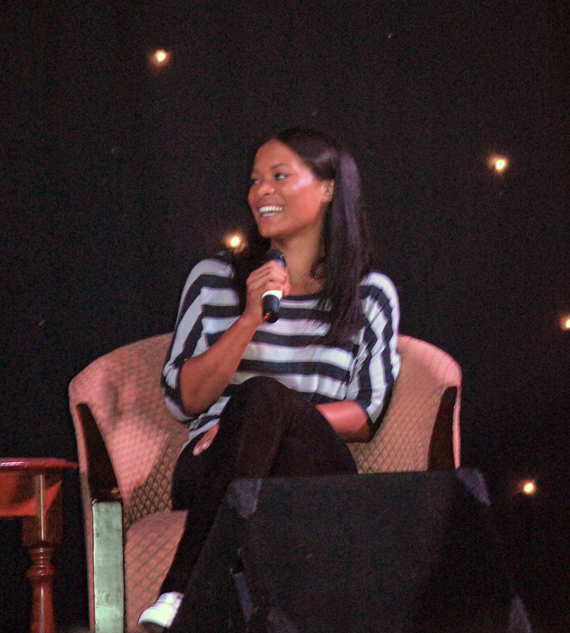
Rose Rollins (Tasha Williams)
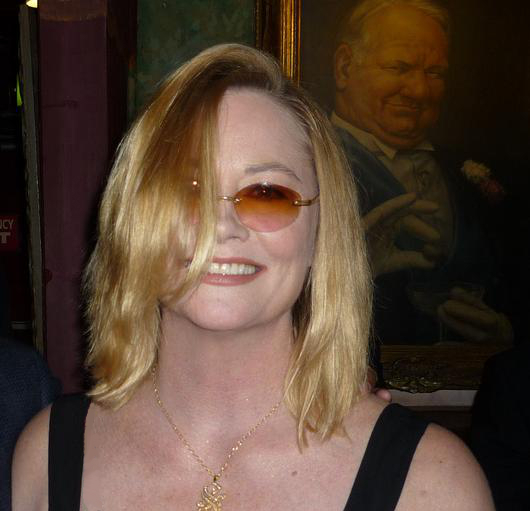
Cybill Shepherd (Phyllis Kroll)
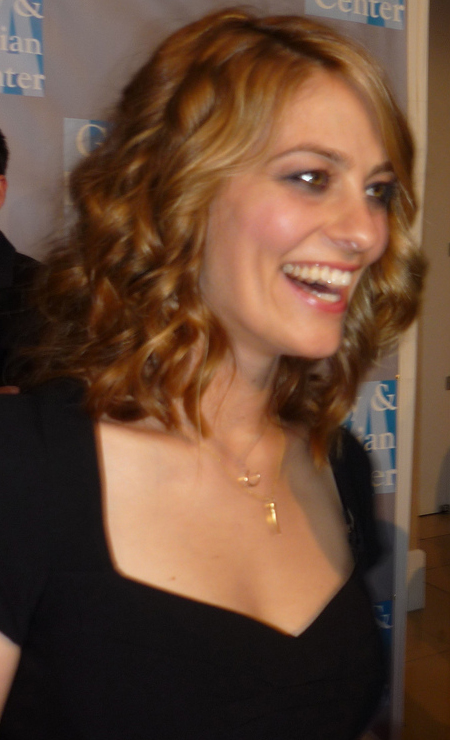
Clementine Ford (Molly Kroll)

### Personnages récurrents
- Olivia Windbiel : Angelica
- Lauren Lee Smith (V. F. : Pauline Brunel): Lara Perkins
- Rosanna Arquette (V. F. : Brigitte Berges) : Cherie Jaffe
- Jane Lynch (V. F. : Emmanuèle Bondeville) : Joyce Wischnia
- Alan Cumming (V. F. : Pierre Tessier) : Billie Blaickie
- Daryl Shuttleworth (en) (V. F. : Bernard Alane) : Dan Foxworthy
- Brian Markinson (V. F. : Vincent Violette) : Aaron Kornbluth
- Alexandra Hedison (V. F. :Véronique Augereau: Dylan Moreland
- Lucia Rijker : Dusty
- Ossie Davis (V. F. : Pascal Renwick) : Melvin Porter
- Preston Cook (V. F. : Fabien Jacquelin) : James
- Jackson Allan : Jared Sobel
- Simone Bailly (V. F. : Véronique Soufflet) : Grace
- Meredith McGeachie (V. F. : Véronique Rivière) : Tonya
- Ted Whittall (V. F. : Fabrice Lelyon) : Capitaine Curtis Beech
- Angela Gots (V. F. : Ilana Castro) : Cammie/Shaun
- Wendy Glenn (V. F. : Laëtitia Godès) : Isabella/Bev
- Anais Guernalec : Anais/Mark
- Mei Melançon (V. F. : Véronique Alycia) : Jamie Chen (2009)
- Wallace Shawn (V. F. : Patrice Dozier) : William Halsey
- Kelly Lynch (V. F. : Marjorie Frantz) : Ivan Aycock
- Patricia Velásquez (V. F. : Hélène Bizot) : Begonia/Karina
- Kristanna Loken (V. F. : Vanina Pradier) : Paige Sobel
- Holland Taylor (V. F. : Perrette Pradier) : Peggy Peabody
- Anne Ramsay (V. F. : Françoise Pavy) : Robin
- Michael Tomlinson (V. F. : Gérard Dessalles) : Franklin
- Alicia Leigh Willis (V. F. : Valérie Nosrée) : Cindi Annabelle Tucker
- Ion Overman (V. F. : Barbara Delsol) : Candace Jewell
- Élodie Bouchez : Claude Mondrian
- Devon Gummersall (V. F. : Geoffrey Vigier) : Lisa
- Deanne Bray : Amy
- Erin Karpluk : Alysse
- Jessica Capshaw (V. F. : Véronique Alycia) : Nadia
- Elizabeth Berkley (V. F. : Chantal Baroin) : Kelly Wentworth
- Eric Roberts (V. F. : Guy Chapellier) : Gabriel McCutcheon
- Callum Keith Rennie (V. F. : Guillaume Orsat) : Danny
- Sandrine Holt (V. F. : Anneliese Fromont) : Catherine Rothberg

### Personnages par saison
|                           | Saison 1 | Saison 2 | Saison 3 | Saison 4 | Saison 5 | Saison 6 |
| ------------------------- | -------- | -------- | -------- | -------- | -------- | -------- |
| Personnages principaux    |          |          |          |          |          |          |
| Alice Pieszecki           | Oui      | Oui      | Oui      | Oui      | Oui      | Oui      |
| Shane McCutcheon          | Oui      | Oui      | Oui      | Oui      | Oui      | Oui      |
| Bette Porter              | Oui      | Oui      | Oui      | Oui      | Oui      | Oui      |
| Tina Kennard              | Oui      | Oui      | Oui      | Oui      | Oui      | Oui      |
| Jenny Schecter            | Oui      | Oui      | Oui      | Oui      | Oui      | Oui      |
| Kit Porter                | Oui      | Oui      | Oui      | Oui      | Oui      | Oui      |
| Dana Fairbanks            | Oui      | Oui      | Oui      | Oui      |          |          |
| Tim Haspel                | Oui      | Oui      | Oui      |          |          | Oui      |
| Marina Ferrer             | Oui      |          |          | Oui      |          | Oui      |
| Helena Peabody            |          | Oui      | Oui      | Oui      | Oui      | Oui      |
| Carmen de la Pica Morales |          | Oui      | Oui      |          |          | Oui      |
| Mark Wayland              |          | Oui      |          |          |          |          |
| Moira/Max Sweeney         |          |          | Oui      | Oui      | Oui      | Oui      |
| Angus Partridge           |          |          | Oui      | Oui      |          | Oui      |
| Jodi Lerner               |          |          |          | Oui      | Oui      | Oui      |
| Tasha Williams            |          |          |          | Oui      | Oui      | Oui      |
| Phyllis Kroll             |          |          |          | Oui      | Oui      | Oui      |
| Molly Kroll               |          |          |          | Oui      | Oui      | Oui      |
| Tom Mater                 |          |          |          | Oui      | Oui      | Oui      |
| Eva "Papi" Torres         |          |          |          | Oui      |          | Oui      |
| Niki Stevens              |          |          |          |          | Oui      | Oui      |
| Dawn Denbo                |          |          |          |          | Oui      |          |
| Adele Channing            |          |          |          |          | Oui      |          |
| Personnages occasionnels  |          |          |          |          |          |          |
| Peggy Peabody             | Oui      | Oui      | Oui      |          | Oui      | Oui      |
| Lara Perkins              | Oui      | Oui      | Oui      |          |          |          |
| Tonya                     | Oui      | Oui      | Oui      |          |          |          |
| James                     | Oui      | Oui      |          | Oui      | Oui      | Oui      |
| Dan Foxworthy             | Oui      | Oui      |          |          | Oui      | Oui      |
| Ivan Aycock               | Oui      | Oui      |          |          |          | Oui      |
| Melvin Porter             | Oui      | Oui      |          |          |          |          |
| Robin                     | Oui      | Oui      |          |          |          |          |
| Franklin                  | Oui      | Oui      |          |          |          |          |
| Candace Jewell            | Oui      | Oui      |          |          |          |          |
| Cherrie Jaffe             | Oui      |          | Oui      | Oui      |          |          |
| Lisa                      | Oui      |          |          |          |          |          |
| Joyce Wischnia            |          | Oui      | Oui      | Oui      | Oui      | Oui      |
| Dusty                     |          | Oui      |          |          | Oui      |          |
| Angelica                  |          |          | Oui      | Oui      | Oui      | Oui      |
| Claude Mondrian           |          |          | Oui      | Oui      |          |          |
| Gabriel McCutcheon        |          |          | Oui      | Oui      |          |          |
| Dylan Moreland            |          |          | Oui      |          |          | Oui      |
| Billie Blaickie           |          |          | Oui      |          |          |          |
| Danny                     |          |          | Oui      |          |          |          |
| Aaron Kornbluth           |          |          |          | Oui      | Oui      | Oui      |
| Jared Sobel               |          |          |          | Oui      | Oui      |          |
| Grace                     |          |          |          | Oui      | Oui      |          |
| Paige Sobel               |          |          |          | Oui      | Oui      |          |
| Amy                       |          |          |          | Oui      | Oui      |          |
| Nadia                     |          |          |          | Oui      |          |          |
| William Halsey            |          |          |          |          | Oui      | Oui      |
| Capitaine Curtis Beech    |          |          |          |          | Oui      |          |
| Cammie/Shaun              |          |          |          |          | Oui      |          |
| Isabella/Bev              |          |          |          |          | Oui      |          |
| Begonia/Karina            |          |          |          |          | Oui      |          |
| Cindi Annabelle Tucker    |          |          |          |          | Oui      |          |
| Alysse                    |          |          |          |          | Oui      |          |
| Jamie Chen                |          |          |          |          |          | Oui      |
| Kelly Wentworth           |          |          |          |          |          | Oui      |
| Anais/Mark                |          |          |          |          |          |          |

## Épisodes

### Première saison (2004)
1. Langoureuse (Pilot - Part 1)
2. Libertines (Pilot - Part 2)
3. Lignée (Let's Do it)
4. Liaisons (Longing)
5. Leurres (Lies, Lies, Lies)
6. Légalisation (Lawfully)
7. Larguées (Losing It)
8. L'ennui (L'Ennui)
9. Lucidité (Listen Up)
10. Laminées (Luck, Next Time)
11. Luttes (Liberally)
12. Libération (Looking Back)
13. Lascives (Locked Up)
14. Limites (Limb From Limb)

### Deuxième saison (2005)
1. Libido (Life, Loss, Leaving)
2. Luxure (Lap Dance)
3. Lâcheté (Loneliest Number)
4. Locatrices (Lynch Pin)
5. Lacis (Labyrinth)
6. Lancinante (Lagrimas de Oro / Gold Tears)
7. Lumineux (Luminous)
8. Loyauté (Loyal)
9. Latitude (Late, Later, Latent)
10. La croisière s'amuse (Land Ahoy)
11. Libres et fières (Loud and Proud)
12. Lutte (L'Chaim)
13. Lacune (Lacuna)

### Troisième saison (2006)
1. Laissée pour compte (Labia Majora)
2. Long week-end (Lost Weekend)
3. Léger décalage (Lobsters)
4. Laborieux dilemme (Light my Fire)
5. Lindsey76 (Lifeline)
6. Lymphome (Lifesize)
7. Lueur (Lone Star)
8. Label indépendant (Latecomer)
9. Litigieuse proposition (Lead, Follow or Get Out of the Way)
10. Loin de vous (Losing the Light)
11. Larmes (Last Dance)
12. Lune de fiel (Left Hand of the Goddess)

### Quatrième saison (2007)
1. Légende en fabrication (Legend in the Making)
2. La Vida Loca (Livin' La Vida Loca)
3. Les lois de la gravité (Lassoed)
4. La lèche (Layup)
5. Lez girls (Lez Girls)
6. Ligne de chance (Luck Be a Lady)
7. Leçon no 1 (Lesson Number One)
8. Linge sale (Lexington & Concord)
9. Leitmotiv lascif (Lacy lilting lyrics)
10. Lippée (Little Boy Blue)
11. Larguez les amarres (Literary License to Kill)
12. Longue sera l'attente (Long Time Coming Up)

### Cinquième saison (2008)
1. Lutte d'influence (LGB Tease)
2. Luxe et langueur (Look Out, Here They Come!)
3. Lady à l'eau (Lady of the Lake)
4. Lançons la fête (Let's Get This Party Started)
5. Limites dépassées (Lookin' at You Kid)
6. Lumière ! Caméra ! Action ! (Lights! Camera! Action!)
7. La Loi du Talion (Lesbians Gone Wild)
8. Ligne de conduite (Lay Down the Law)
9. Liens caniculaires (Liquid Heat)
10. Le cycle de la vie (Lifecycle)
11. Leçon de chantage (Lunar Cycle)
12. Loyauté et fidélité (Loyal and True)

### Sixième saison (2009)
1. Longue journée (Long Night's Journey Into Day)
2. L'inattendu (Least Likely)
3. LOL (LMFAO)
4. La livreuse (Leaving Los Angeles)
5. Liguées pour la vérité (Litmus Test)
6. Lactose phobie (Lactose Intolerant)
7. Le dernier couple debout (Last Couple Standing)
8. Langue morte (Last Word)

## Réception

### Réception critique
La diffusion de la première saison de la série a été accueillie avec « un succès critique et une popularité instantanée », selon un article de The New York Times, grâce à ses thématiques LGBTQI+, qui ont permis à toute une génération de se visibiliser et de se reconnaître : 
« Avant The L Word, les personnages de lesbiennes existaient à peine à la télévision. Les téléspectatrices intéressées devaient chercher et essayer de deviner la sexualité d'un personnage. Cagney et Lacey ? Jo dans Drôle de vie ? Xena et Gabrielle ? La décision de Showtime en janvier 2004 de diffuser The L Word, qui suit la vie d'un groupe de lesbiennes chic de Los Angeles, était comme mettre fin à une sécheresse avec une mousson. Des femmes qui s'étaient rarement vues sur le petit écran pouvaient soudainement voir des personnages de lesbiennes non seulement vivant des vies complexes et excitantes, mais aussi faisant l'amour dans des toilettes de restaurant et des piscines. Ce n'était pas une tentative pour séduire l'audience. Au lieu de cela, il y avait du sexe, brut et débridé de cette façon que seul le câble permet. »
La co-créatrice et productrice exécutive Ilene Chaiken a eu quelques problèmes avec cette réception :
« Je veux faire bouger les gens à un niveau profond. Mais je n'endosserai pas le manteau de la responsabilité sociale. Ce n'est pas compatible avec le divertissement. Je rejette l'idée que la télévision populaire est un medium politique. Je suis politique dans ma vie. Mais je fais une série mélodramatique. Je ne suis pas une missionnaire culturelle. »
À l'époque du début de la sixième et dernière saison, The New York Times qualifiait la série de « fantaisie sapphique à la Playboy », qui n'a « montré que peu d'intérêt pour montrer la variété de l'expérience homosexuelle. À la place, elle semble travailler résolument à contrecarrer la notion de « Lesbian bed death » et à rappeler à répétition au spectateur les « limites et les tortures de la monogamie » tout en « ne s'alignant jamais sur les ambitions traditionnelles [de légalisation du mariage homosexuel] d'une grande partie du mouvement des droits des homosexuels. »
Contrairement à Queer as Folk, une série précédente du même réseau acclamée par la critique pour son contenu à la fois innovant, bien écrit et bien interprété, certains critiques ont reproché à The L Word son mélodrame et ses personnages édulcorés et glamour à un niveau irréaliste. Certains commentateurs ont aussi reproché à la série sa musique de générique (introduite en saison 2) et les dialogues « lourds et sans grâce ».

## Spin-off
La créatrice de la série, Ilene Chaiken, a écrit et produit un pilote intitulé The Farm pour un possible spin-off centré autour du personnage d'Alice Pieszecki (Leisha Hailey), mais le projet n'a pas été retenu par les distributeurs américains de Showtime. Le projet porté par Ilene Chaiken ferait ainsi partie des deux pilotes recalés par la chaîne câblée sur les quatre qui lui ont été présentés.

## Commentaires
- La distribution est majoritairement composée de jeunes actrices aux carrières assez peu affirmées mais talentueuses, comme Mia Kirshner qui avait marqué les esprits lors d'une apparition dans la série 24 Heures chrono, et qui joue le personnage de Jenny.

- Parmi les actrices de la série on compte aussi deux revenantes, demi-sœurs à l'écran, Pam Grier, ancienne star du cinéma de Blaxploitation avec ses personnages de Coffy ou Jackie Brown, et Jennifer Beals, l'héroïne du film Flashdance.

- En février 2013, une nouvelle collaboration est annoncée entre Ilene Chaiken et Jennifer Beals, à propos d’un soap destiné à être diffusé sur ABC, Venice. L’action s’inscrira dans l’ambiance particulière de ce quartier bohème de Los Angeles. Chaiken décrit l’histoire comme une version moderne de Roméo et Juliette, Beals jouant la matriarche de l’une des deux familles[17].

## DVD & Livres
| Coffret DVD  | Nombre d'épisodes | Sortie DVD      | Sortie DVD       | Nb de disques | Studio                       |
| Coffret DVD  | Nombre d'épisodes | États-Unis      | France           | Nb de disques | Studio                       |
| ------------ | ----------------- | --------------- | ---------------- | ------------- | ---------------------------- |
| Saison 1     | 14                | 9 novembre 2004 | 19 juillet 2005  | 5             | Showtime Networks (en)       |
| Saison 2     | 13                | 25 octobre 2005 | 24 janvier 2007  | 4             | Showtime Networks (en)       |
| Saison 3     | 12                | 24 octobre 2006 | 5 septembre 2007 | 4             | Paramount Home Entertainment |
| Saison 4     | 12                | 23 octobre 2007 | 27 août 2008     | 4             | Paramount Home Entertainment |
| Saison 5     | 12                | 28 octobre 2008 | 26 août 2009     | 4             | Paramount Home Entertainment |
| Saison 6     | 8                 | 20 octobre 2009 | 25 août 2010     | 2             | Paramount Home Entertainment |
| Intégral 1-6 | 71                | 20 octobre 2009 | 25 août 2010     | 24            | Paramount Home Entertainment |

Deux livres ont été publiés :
- The L Word : Welcome to our Planet. C'est le guide officiel de la série, avec plus de 250 photos en coulisses, les interviews des acteurs et de l'équipe, leurs meilleurs moments...
- The L Word Book, le journal photographique tenu par Jennifer Beals durant les six années de tournage. Elle y publie les photos qu'elle a prises des coulisses. L'argent récolté va à des associations de charité, dont une parrainée par Mia Kirshner.[réf. nécessaire]